# Трепанико (Фрозиноне)
Трепанико је насеље у Италији у округу Фрозиноне, региону Лацио.
Према процени из 2011. у насељу је живело 103 становника. Насеље се налази на надморској висини од 445 м.